# Raffaello Ducceschi
Pour les articles homonymes, voir Ducceschi.
Raffaello Ducceschi (né le 25 février 1962 à Sesto San Giovanni) est un athlète italien, spécialiste de la marche. Il est ensuite devenu designer graphique.

## Biographie
Vainqueur du 20 km aux XIVe Universiades à Zagreb en 1987, Raffaello Ducceschi obtient une méritoire quatrième place aux championnats du monde à Rome la même année avec un temps de 3 h 47 min 49 s.